# Volker Pudel
Volker Pudel (* 1. März 1944 in Bad Kreuznach; † 7. Oktober 2009) war ein deutscher Ernährungspsychologe. 

## Leben
Volker Pudel studierte bis 1969 Psychologie, wurde 1972 von der Naturwissenschaftlichen Fakultät promoviert und habilitierte sich 1976 im Bereich der Ernährungspsychologie in Göttingen. 1982 erfolgte die Ernennung zum außerplanmäßigen Professor. Weiterhin war er Leiter der Ernährungspsychologischen Forschungsstelle am Zentrum für Psychologische Medizin an der Universität Göttingen. 
Seit 1976 war Volker Pudel Mitglied des Präsidiums der Deutschen Gesellschaft für Ernährung (DGE). Er entwickelte die Gesundheitsaktion Pfundskur, als deren Erfinder er gilt. Seine Mitarbeit am Online-Schlankheitsprogramm Slimnet wurde teilweise kritisiert, da innerhalb des Programms Formula-Produkte nach EU-Verordnung zur Verbesserung des Therapieerfolgs eingesetzt wurden. 
Seit der Gründung der Heinz-Lohmann-Stiftung 1997 bis zu seinem Tod war er dort im Kuratorium tätig.
Volker Pudel starb am 7. Oktober 2009 nach langer schwerer Krankheit.

## Kritik
Einige Ernährungsmediziner bezweifeln die Wirksamkeit der von Pudel propagierten streng fettarmen Diätform. Verbraucherschützer kritisieren die Verknüpfung des Slimnet-Diätprogramms mit dem Verkauf kommerzieller Diätprodukte ("Delemi").

## Ehrungen und Preise
- Internationaler Preis für moderne Ernährung 1979
- Preis der Internationalen Stiftung für Ernährungsforschung und Ernährungsaufklärung 1989
- Preis der Dr. Rainer Wild-Stiftung 2001
- Therapiepreis der Deutschen Adipositas-Gesellschaft 2005